# Linea Norristown
La linea M (in origine conosciuta come Norristown High Speed Line o anche Route 100) è una linea metropolitana leggera della rete SEPTA Metro a servizio delle contee di Delaware e Montgomery, nello Stato della Pennsylvania, Stati Uniti. È lunga in totale 21,6 km.
Nel 2015 ha trasportato 3 429 300 passeggeri ed è gestita dalla Southeastern Pennsylvania Transportation Authority o SEPTA dal 1969. Essendo una metropolitana leggera per via della ridotta capacità oraria rispetto alle linee tradizionali, la linea è classificata dall'American Public Transportation Association come light rapid rail transit (LRT).

## Il servizio
La linea è attiva sette giorni su sette con frequenze che variano dai 6 minuti delle ore di punta ai 30 minuti delle ore di morbida. Durante le ore di punta sono presenti delle corse espresse e limitate che fermano solo in alcune stazioni.